# 遊☆戯☆王のディスコグラフィ
『遊☆戯☆王のディスコグラフィ』（ゆうぎおうのディスコグラフィ）では、『遊☆戯☆王』のメディアミックス作品に関連した音楽作品について記述する。

## 主題歌集
2000年からテレビ東京系列で放送されているテレビアニメ『遊☆戯☆王』シリーズの主題歌を収録したベスト・アルバムシリーズ。2012年現在5タイトルが発表されている。各作品ともCD1枚の構成で、DVDの映像特典などは付属しない。
2005年に最初の作品である『遊☆戯☆王デュエルモンスターズ デュエルヴォーカルベスト!!』が発売。『遊☆戯☆王デュエルモンスターズ』のテレビアニメと劇場版主題歌の全楽曲が収録された。2009年には『遊☆戯☆王デュエルモンスターズGX』の全楽曲と『遊☆戯☆王5D's』の第3期までの楽曲を収録した『ヴォーカルベスト2』が発売された。
2012年にはシリーズ作品別に収録曲を再構成した、作品別ヴォーカルベストが3タイトル同時に発売された。
- ナンバリングシリーズ
  - 『遊☆戯☆王デュエルモンスターズ デュエルヴォーカルベスト!!』（2005年3月25日発売）
  - 『遊☆戯☆王シリーズ デュエルヴォーカルベスト2』（2009年12月23日発売）
- 作品別シリーズ
  - 『遊☆戯☆王デュエルモンスターズ VOCAL BEST!!』（2012年9月19日発売）
  - 『遊☆戯☆王デュエルモンスターズGX VOCAL BEST!!』（2012年9月19日発売）
  - 『遊☆戯☆王5D's VOCAL BEST!!』（2012年9月19日発売）
  - 『遊☆戯☆王ZEXAL VOCAL BEST!!』（2015年2月18日発売）
  - 『遊☆戯☆王ARC-V VOCAL BEST!!』（2018年3月28日発売）
  - 『遊☆戯☆王VRAINS VOCAL BEST!!』（2020年4月8日発売）

### ナンバリングシリーズ

#### 遊☆戯☆王デュエルモンスターズ デュエルヴォーカルベスト!!
『遊☆戯☆王デュエルモンスターズ』のコンピレーション・アルバム。2005年3月25日にマーベラスエンターテイメントから発売された。
テレビ東京系アニメ『遊☆戯☆王』シリーズの主題歌ベスト・アルバムシリーズの第1弾。『遊☆戯☆王デュエルモンスターズ』のテレビシリーズ全224話で使われた全てのオープニング、エンディング曲が収録されているほか、劇場版『遊☆戯☆王デュエルモンスターズ 光のピラミッド』の主題歌『Fire』も収録されている。CD1枚仕様。DVDやステッカー等は付属しない。ジャケットには武藤遊戯と闇遊戯が描かれている。
『遊☆戯☆王デュエルモンスターズ』放送終了（2004年9月29日）から約半年後の発売となった。サウンドトラック『遊☆戯☆王デュエルモンスターズ SOUND DUEL 4』と同時発売。
2012年9月19日に、全く同じ楽曲が収録された『遊☆戯☆王デュエルモンスターズ VOCAL BEST!!』が発売された。本タイトルの再発扱いではなく新作CDとしてリリースされた。
収録曲
1. voice [3:27]
歌 - CLOUD
作詞・作曲 - 悠希
第1期（1話 - 48話）OP
2. 元気のシャワー [4:28]
歌 - 前田亜季
作詞 - 松本隆 / 作曲 - 植野慶子 / 編曲 - 平太一
第1期（1話 - 48話）ED
3. Shuffle [5:23]
歌 - 奥井雅美
作詞 - 奥井雅美 / 作曲・編曲 - 矢吹俊郎
第2期（49話 - 80話）OP
4. あの日の午後 [4:33]
歌 - 奥井雅美
作詞 - 奥井雅美 / 作曲・編曲 - 矢吹俊郎
第2期（49話 - 80話）ED
5. WILD DRIVE [4:15]
歌 - 永井真人
作詞・作曲 - 永井真人 / 編曲 - 永井真人&WILD&DELICATES
第3期（81話 - 131話）OP
6. 楽園 [4:48]
歌 - CAVE
作詞 - RUMIKO / 作曲・編曲 - SHOJI
第3期（81話 - 131話）ED
7. WARRIORS [4:47]
歌 - 生沢佑一
作詞 - 生沢佑一、IPPEI / 作曲 - 山下雄大 / 編曲 - 清水武仁
第4期（132話 - 189話）OP
8. あふれる感情がとまらない [4:27]
歌 - 生沢佑一
作詞・作曲 - 生沢佑一 / 編曲 - 生沢佑一、寺島良一
第4期（132話 - 189話）ED
9. OVERLAP [4:22]
歌 - Kimeru
作詞 - Kimeru / 作曲 - 渋谷郁央 / 編曲 - 藤田宜久
第5期（190話 - 224話）OP
10. EYE'S [4:08]
歌 - 生沢佑一
作詞 - マイクスギヤマ / 作曲 - 生沢佑一 / 編曲 - 大島こうすけ
第5期（190話 - 224話）ED
11. Fire [4:45]
歌 - BLAZE
作詞 - 3+3 / 作曲 - BLAZE
『遊☆戯☆王デュエルモンスターズ 光のピラミッド』主題歌

#### 遊☆戯☆王シリーズ デュエルヴォーカルベスト2
『遊☆戯☆王デュエルモンスターズGX』および『遊☆戯☆王5D's』の主題歌を収録したコンピレーション・アルバム。2009年12月23日にマーベラスエンターテイメントから発売された。
テレビ東京系アニメ『遊☆戯☆王』シリーズの主題歌ベスト・アルバムシリーズの第2弾。『遊☆戯☆王デュエルモンスターズGX』の全主題歌と、『遊☆戯☆王5D's』の第3期までのオープニング、エンディング曲計14曲が収録されている。 CD1枚仕様。DVDやステッカー等は付属しない。ジャケットには遊城十代と不動遊星が描かれている。
サウンドトラック『遊☆戯☆王5D's SOUND DUEL 2』と同時発売。
収録曲
1. 快晴・上昇・ハレルーヤ [2:18]
歌 - JINDOU
作詞 - MASAYA、NAGATA、TAKE / 作曲 - MOJI、MASAYA / 編曲 - JINDOU
『GX』第1期（1話 - 33話）OP
2. 限界バトル [4:09]
歌 - JAM Project
作詞 - 影山ヒロノブ、奥井雅美 / 作曲 - 影山ヒロノブ / 編曲 - 河野陽吾
『GX』第1期（1話 - 33話）ED
3. 99% [3:20]
歌 - BOWL
作詞 - 丸山和弘 / 作曲 - 錦戸篤、丸山和弘 / 編曲 - BOWL、山口一久
『GX』第2期（34話 - 104話）OP
4. Wake Up Your Heart [4:07]
歌 - KENN with The NaB's
作詞 - The NaB's / 作曲 - 前田克樹 / 編曲 - 芳野藤丸
『GX』第2期（34話 - 104話）ED
5. ティアドロップ [3:52]
歌 - BOWL
作詞・作曲 - 丸山和弘 / 編曲 - BOWL
『GX』第3期（105話 - 第156話）OP
6. 太陽 [4:00]
歌 - BITE THE LUNG
作詞・作曲 - 遠藤満 / 編曲 - BITE THE LUNG、片寄明人
『GX』第3期（105話 - 156話）ED
7. Precious Time, Glory Days [4:12]
歌 - サイキックラバー
作詞・作曲 - YOFFY / 編曲 - 大石憲一郎
『GX』第4期（157話 - 180話）OP
8. Endless Dream [4:07]
歌 - きただにひろし
作詞 - きただにひろし / 作曲・編曲 - IPPEI
『GX』第4期（157話 - 180話）ED
9. 絆-キズナ- [4:01]
歌 - Kra
作詞 - 景夕 / 作曲 - 舞 / 編曲 - Kra、増渕東
『5D's』第1期（1話 - 26話）OP
10. START [4:35]
歌 - 中河内雅貴
作詞 - こさかなおみ / 作曲 - 上田晃司 / 編曲 - 増渕東
『5D's』第1期（1話 - 26話）ED
11. LAST TRAIN -新しい朝- [4:05]
歌 - knotlamp
作詞・作曲 - KEIT / 編曲 - knotlamp
『5D's』第2期（27話 - 64話）OP
12. CROSS GAME [3:46]
歌 - アリス九號.
作詞 - 将 / 作曲 - アリス九號. / 編曲 - アリス九號.、宅見将典
『5D's』第2期（27話 - 64話）ED
13. FREEDOM [4:03]
歌 - La-Vie.
作詞 - 榊原正晃 / 作曲 - 間瀬公司 / 編曲 - 大村栄二、木村真也
『5D's』第3期（64話 - 103話）OP
14. -OZONE- [4:39]
歌 - vistlip
作詞 - 智 / 作曲 - vistlip / 編曲 - Tohya
『5D's』第3期（64話 - 103話）ED

### 作品別シリーズ

#### 遊☆戯☆王デュエルモンスターズ VOCAL BEST!!
テレビ東京系のテレビアニメ『遊☆戯☆王デュエルモンスターズ』の主題歌が収録されたコンピレーション・アルバム。2012年9月19日にマーベラスAQLから発売された。
テレビ東京系アニメ『遊☆戯☆王』シリーズの主題歌ベスト・アルバムシリーズ第3弾。『遊☆戯☆王デュエルモンスターズ』の第1話から最終224話までに使われた全てのオープニング、エンディング曲と、劇場版『光のピラミッド』の主題歌計11曲が収録されている。初回特典として、書下ろしイラストのジャケットサイズ・ステッカーが付属された。ジャケットは加々美高浩による書下ろしイラスト仕様。闇遊戯と海馬瀬人が描かれている。
主題歌集『遊☆戯☆王デュエルモンスターズGX VOCAL BEST!!』、『遊☆戯☆王5D's VOCAL BEST!!』、およびサウンドトラック『遊☆戯☆王ZEXAL SOUND DUEL 2』と同時発売。
『遊☆戯☆王デュエルモンスターズ』のコンピレーション・アルバムとしては、『遊☆戯☆王デュエルモンスターズ デュエルヴォーカル ベスト!!』が2005年3月25日に発売されている。収録曲も全く同じである。
収録曲
1. voice [3:27]
歌 - CLOUD
作詞・作曲 - 悠希
第1期（1話 - 48話）OP
2. 元気のシャワー [4:28]
歌 - 前田亜季
作詞 - 松本隆 / 作曲 - 植野慶子 / 編曲 - 大平太一
第1期（1話 - 48話）ED
3. Shuffle [5:23]
歌 - 奥井雅美
作詞 - 奥井雅美 / 作曲・編曲 - 矢吹俊郎
第2期（49話 - 80話）OP
4. あの日の午後 [4:33]
歌 - 奥井雅美
作詞 - 奥井雅美 / 作曲・編曲 - 矢吹俊郎
第2期（49話 - 80話）ED
5. WILD DRIVE [4:15]
歌 - 永井真人
作詞・作曲 - 永井真人 / 編曲 - 永井真人&WILD&DELICATES
第3期（81話 - 131話）OP
6. 楽園 [4:49]
歌 - CAVE
作詞 - RUMIKO / 作曲・編曲 - SHOJI
第3期（81話 - 131話）ED
7. WARRIORS [4:47]
歌 - 生沢佑一
作詞 - 生沢佑一、IPPEI / 作曲 - 山下雄大 / 編曲 - 清水武仁
第4期（132話 - 189話）OP
8. あふれる感情がとまらない [4:27]
歌 - 生沢佑一
作詞・作曲 - 生沢佑一 / 編曲 - 生沢佑一、寺島良一
第4期（132話 - 189話）ED
9. OVERLAP [4:22]
歌 - Kimeru
作詞 - Kimeru / 作曲 - 渋谷郁央 / 編曲 - 藤田宜久
第5期（190話 - 224話）OP
10. EYE'S [4:10]
歌 - 生沢佑一
作詞 - マイクスギヤマ / 作曲 - 生沢佑一 / 編曲 - 大島こうすけ
第5期（190話 - 224話）ED
11. Fire [4:47]
歌 - BLAZE
作詞 - 3+3 / 作曲 - BLAZE
『遊☆戯☆王デュエルモンスターズ 光のピラミッド』主題歌

#### 遊☆戯☆王デュエルモンスターズGX VOCAL BEST!!
テレビアニメ『遊☆戯☆王デュエルモンスターズGX』の主題歌が収録されたコンピレーション・アルバム。2012年9月19日にマーベラスAQLから発売された。
テレビ東京系アニメ『遊☆戯☆王』シリーズの主題歌ベスト・アルバムシリーズ第4弾。
『遊☆戯☆王デュエルモンスターズGX』の第1話から最終180話までに使われた全てのオープニング、エンディング計8曲が収録されている。初回特典として、書下ろしイラストのジャケットサイズ・ステッカーが付属された。ジャケットは加々美高浩による書下ろしイラスト仕様。遊城十代と万丈目準が描かれている。
主題歌集『遊☆戯☆王デュエルモンスターズ VOCAL BEST!!』、『遊☆戯☆王5D's VOCAL BEST!!』、およびサウンドトラック『遊☆戯☆王ZEXAL SOUND DUEL 2』と同時発売。
『遊☆戯☆王デュエルモンスターズGX』のコンピレーション・アルバムとしては、本タイトルの全楽曲が収録された『遊☆戯☆王シリーズ デュエルヴォーカルベスト2』が2009年12月23日に発売されている（『遊☆戯☆王5D's』の楽曲と併せて収録）。
収録曲
1. 快晴・上昇・ハレルーヤ [2:19]
歌 - JINDOU
作詞 - MASAYA、NAGATA、TAKE / 作曲 - MOJI、MASAYA / 編曲 - JINDOU
第1期（1話 - 33話）OP
2. 限界バトル [4:09]
歌 - JAM Project
作詞 - 影山ヒロノブ、奥井雅美 / 作曲 - 影山ヒロノブ / 編曲 - 河野陽吾
第1期（1話 - 33話）ED
3. 99% [3:20]
歌 - BOWL
作詞 - 丸山和弘 / 作曲 - 錦戸篤、丸山和弘 / 編曲 - BOWL、山口一久
第2期（34話 - 104話）OP
4. Wake Up Your Heart [4:07]
歌 - KENN with The NaB's
作詞 - The NaB's / 作曲 - 前田克樹 / 編曲 - 芳野藤丸
第2期（34話 - 104話）ED
5. ティアドロップ [3:52]
歌 - BOWL
作詞・作曲 - 丸山和弘 / 編曲 - BOWL
第3期（105話 - 第156話）OP
6. 太陽 [4:00]
歌 - BITE THE LUNG
作詞・作曲 - 遠藤満 / 編曲 - BITE THE LUNG、片寄明人
第3期（105話 - 156話）ED
7. Precious Time, Glory Days [4:12]
歌 - サイキックラバー
作詞・作曲 - YOFFY / 編曲 - 大石憲一郎
第4期（157話 - 180話）OP
8. Endless Dream [4:05]
歌 - きただにひろし
作詞 - きただにひろし / 作曲・編曲 - IPPEI
第4期（157話 - 180話）ED

#### 遊☆戯☆王5D's VOCAL BEST!!
『遊☆戯☆王5D's』のコンピレーション・アルバム。2012年9月19日にマーベラスAQLから発売された。
テレビ東京系アニメ『遊☆戯☆王』シリーズの主題歌ベスト・アルバムシリーズ第5弾。『遊☆戯☆王5D's』の第1話から最終154話までに使われた全てのオープニング、エンディング、挿入歌計13曲が収録されている。初回特典として、書下ろしイラストのジャケットサイズ・ステッカーが付属された。ジャケットは加々美高浩による書下ろしイラスト仕様。不動遊星とジャック・アトラスが描かれている。『遊☆戯☆王』のアルバムとしては初のオリコンTOP100入りを果たした。
主題歌集『遊☆戯☆王デュエルモンスターズ VOCAL BEST!!』、『遊☆戯☆王デュエルモンスターズGX VOCAL BEST!!』、およびサウンドトラック『遊☆戯☆王ZEXAL SOUND DUEL 2』と同時発売。
『遊☆戯☆王5D's』のコンピレーション・アルバムとしては、第3期までの楽曲が収録された『遊☆戯☆王シリーズ デュエルヴォーカルベスト2』が2009年12月23日に発売されている（『遊☆戯☆王デュエルモンスターズGX』の楽曲と併せて収録）。
『5D's』の放送期間中に公開された映画『10thアニバーサリー 劇場版 遊☆戯☆王 〜超融合!時空を越えた絆〜』の主題歌『makemagic』（jealkb）は収録されていない。
収録曲
1. 絆-キズナ- [4:01]
歌 - Kra
作詞 - 景夕 / 作曲 - 舞 / 編曲 - Kra、増渕東
第1期（1話 - 26話）OP
2. START [4:33]
歌 - 中河内雅貴
作詞 - こさかなおみ / 作曲 - 上田晃司 / 編曲 - 増渕東
第1期（1話 - 26話）ED
3. LAST TRAIN -新しい朝- [4:04]
歌 - knotlamp
作詞・作曲 - KEIT / 編曲 - knotlamp
第2期（27話 - 64話）OP
4. CROSS GAME [3:46]
歌 - Alice Nine
作詞 - 将 / 作曲 - Alice Nine / 編曲 - Alice Nine、宅見将典
第2期（27話 - 64話）ED
5. FREEDOM [4:03]
歌 - La-Vie.
作詞 - 榊原正晃 / 作曲 - 間瀬公司 / 編曲 - 大村栄二、木村真也
第3期（64話 - 103話）OP
6. -OZONE- [4:39]
歌 - vistlip
作詞 - 智 / 作曲 - vistlip / 編曲 - Tohya
第3期（64話 - 103話）ED
7. BELIEVE IN NEXUS [3:25]
歌 - 遠藤正明
作詞・作曲 - 遠藤正明 / 編曲 - 鈴木マサキ
第4期（104話 - 129話）OP
8. Close to you [3:42]
歌 - ALvino
作詞・作曲 - 潤 / 編曲 - HAL A.v.n
第4期（104話 - 129話）ED
9. 明日への道〜Going my way!!〜 [3:51]
歌 - 遠藤正明
作詞 - 遠藤正明 / 作曲 - 俊龍 / 編曲 - 鈴木マサキ
第5期（130話 - 154話）OP
10. みらいいろ [4:08]
歌 - Plastic Tree
作詞 - 有村竜太朗 / 作曲 - 長谷川正 / 編曲 - Plastic Tree
第5期（130話 - 154話）ED
11. You say…明日へ [5:01]
歌 - La-Vie.
作詞 - 榊原正晃 / 作曲 - 間瀬公司 / 編曲 - La-Vie.
挿入歌
12. Clear Mind [4:27]
歌 - 遠藤正明
作詞・作曲 - 遠藤正明 / 編曲 - 鍋島圭一
挿入歌
13. YAKUSOKU NO MELODY [6:45]
歌 - 遠藤正明
作詞・作曲 - 遠藤正明 / 編曲 - 三宅博文
挿入歌

#### 遊☆戯☆王ZEXAL VOCAL BEST!!
『遊☆戯☆王ZEXAL』のコンピレーション・アルバム。2015年2月18日にマーベラスから発売された。
テレビ東京系アニメ『遊☆戯☆王』シリーズの主題歌ベスト・アルバムシリーズ第6弾。テレビアニメ『遊☆戯☆王ZEXAL』、及び『遊☆戯☆王ZEXAL II』で使用された全てのオープニング曲、エンディング曲計12曲が収録されている。ジャケットイラストは九十九遊馬、神代凌牙、天城カイト。
収録曲
1. マスターピース [4:00]
歌 - mihimaru GT
作詞 - Maki Nagayama、hiroko & mitsuyuki miyake / 作曲 - HIKARI、hiroto suzuki & mitsuyuki miyake / 編曲 - HIKARI
第1期（1話 - 25話）OP
2. 僕クエスト [4:11]
歌 - ゴールデンボンバー
作詞・作曲 - 鬼龍院 翔 / 編曲 - 鬼龍院 翔、tatsuo（everset）
第1期（1話 - 25話）ED
3. BRAVING! [4:09]
歌 - KANAN
作詞 - KANAN / 作曲・編曲 - su-kei
第2期（26話 - 49話）OP
4. 切望のフリージア [3:42]
歌 - DaizyStripper
作詞 - 夕霧 / 作曲 - 風弥〜Kazami〜 / 編曲 - DaizyStripper、Sinri
第2期（26話 - 49話）ED
5. 魂ドライブ [3:22]
歌 - カラーボトル
作詞 - 竹森マサユキ / 作曲 - カラーボトル、赤堀真之 / 編曲 - 赤堀真之
第3期（50話 - 73話）OP
6. Wild Child [3:05]
歌 - moumoon
作詞 - YUKA / 作曲・編曲 - K.MASAKI
第3期（50話 - 73話）ED
7. 折れないハート [3:48]
歌 - 高取ヒデアキ
作詞・作曲 - 高取ヒデアキ / 編曲 - 籠島裕昌
第4期（74話 - 98話）OP
8. アーティスト [4:33]
歌 - vistlip
作詞 - 智 / 作曲 - 瑠伊 / 編曲 - vistlip
第4期（74話 - 129話）ED
9. 鏡のデュアル・イズム [3:15]
歌 - petit milady
作詞 - 只野菜摘 / 作曲 - 増谷賢 / 編曲 - 佐藤清喜
第5期（99話 - 123話）OP
10. GO WAY GO WAY [3:41]
歌 - FoZZtone
作詞 - 渡會将士 / 作曲 - 竹尾典明 / 編曲 - FoZZtone
第5期（99話 - 123話）ED
11. Wonder Wings [3:29]
歌 - ダイアモンド☆ユカイ
作詞 - 藤林聖子 / 作曲 - ダイアモンド☆ユカイ / 編曲 - 土肥真生
第6期（124話 - 145話）OP
12. Challenge the GAME [3:35]
歌 - REDMAN
作詞 - 石川聡 / 作曲 - 石川聡、杉原亮 / 編曲 - REDMAN
第6期（124話 - 145話）ED

#### 遊☆戯☆王ARC-V VOCAL BEST!!
『遊☆戯☆王ARC-V』のコンピレーション・アルバム。2018年3月28日にマーベラスから発売された。
テレビ東京系アニメ『遊☆戯☆王』シリーズの主題歌ベスト・アルバムシリーズ第7弾。テレビアニメ『遊☆戯☆王ARC-V』で使用された全てのオープニング曲、エンディング曲計12曲が収録されている。ジャケットイラストは榊遊矢、赤馬零児。
サウンドトラック『遊☆戯☆王ARC-V SOUND DUEL 4』と同時発売。
収録曲
1. Believe×Believe [4:30]
歌 - 超特急
作詞・作曲 - フジノタカフミ / 編曲 - MEG.ME
第1期（1話 - 30話）OP
2. One Step [3:35]
歌 - P☆Cute
作詞 - 大森祥子 / 作曲 - 小野貴光 / 編曲 - 玉木千尋
第1期（1話 - 30話）ED
3. Burn! [3:51]
歌 - 超特急
作詞 - Kenji Kabashima / 作曲 - Kenji Kabashima/APAZZI / 編曲 - APAZZI
第2期（31話 - 49話）OP
4. Future fighter! [3:52]
歌 - 榊遊矢×赤馬零児
作詞・作曲 - フジノタカフミ / 編曲 - ハマサキユウジ
第2期（31話 - 49話）ED
5. ハナテ [5:06]
歌 - 劇団ナイアガラ
作詞 - 稲村太佑 / 作曲 - 滝善充
第3期（50話 - 75話）OP
6. ARC of Smile! [3:51]
歌 - BOYS AND MEN
作詞 - YUMIKO / 作曲 - mu-ray / 編曲 - Meis Clauson
第3期（50話 - 75話）ED
7. 切り札 [3:34]
歌 - cinema staff
作詞 - 三島想平 / 作曲 - cinema staff / 編曲 - 江口亮
第4期（76話 - 99話）OP
8. Speaking [3:52]
歌 - Mrs. GREEN APPLE
作詞・作曲・編曲 - 大森元貴
第4期（76話 - 99話）ED
9. キボウノヒカリ [4:15]
歌 - Unknown Number!!!
作詞・作曲 - 前山田健一 / 編曲 - サイトウヨシヒロ
第5期（100話 - 124話）OP
10. ビジョン [3:41]
歌 - 空想委員会
作詞・作曲 - 三浦隆一 / 編曲・ - 空想委員会
第5期（100話 - 124話）ED
11. Pendulum Beat! [3:33]
歌 - SUPER★DRAGON
作詞・編曲 - Yocke / 作曲 - 三村真也
第6期（125話 - 147話）OP
12. 疾走ペンデュラム [4:04]
歌 - M!LK
作詞・作曲 - 本田光史郎 / 編曲 - 清水哲平
第6期（125話 - 147話）ED

#### 遊☆戯☆王VRAINS VOCAL BEST!!
『遊☆戯☆王VRAINS』のコンピレーション・アルバム。2020年4月8日にマーベラスから発売された。
テレビ東京系アニメ『遊☆戯☆王』シリーズの主題歌ベスト・アルバムシリーズ第8弾。テレビアニメ『遊☆戯☆王VRAINS』で使用された全てのオープニング曲、エンディング曲計8曲が収録されている。ジャケットイラストはPlaymaker、Soulburner。
サウンドトラック『遊☆戯☆王VRAINS SOUND DUEL 4』と同時発売。
収録曲
1. With The Wind [3:56]
歌 - 富永TOMMY弘明
作詞・作曲・編曲 - Yocke
第1期・第2期（1話 - 47話）OP
2. go forward [3:48]
歌 - KIMERU
作詞 - KIMERU / 作曲・編曲 - Yocke
第3期・第4期（47話 - 102話）OP
3. calling [3:57]
歌 - KIMERU
作詞 - KIMERU / 作曲・編曲 - Yocke
第5期（103話 - 120話）OP
4. Believe In Magic [4:24]
歌 - 龍雅-Ryoga-
作詞 - MICRO, Bobby Conscious / 作曲 - 藤本和則 / 編曲 - Kazunori Fujimoto for D.O.C
第1期（1話 - 24話）ED
5. Writing Life [4:12]
歌 - Goodbye holiday
作詞 - 福山匠 / 作曲 - 児玉一真 / 編曲 - Goodbye holiday
第2期（25話 - 46話）ED
6. BOY [4:16]
歌 - uchuu;
作詞・作曲・編曲 - K
第3期（47話 - 70話）ED
7. glory [3:38]
歌 - BAND-MAID
作詞 - Miku Kobato / 作曲・編曲 - BAND-MAID
第4期（71話 - 95話）ED
8. Are you ready? [11:25]
歌 - BiS
作詞 - 松隈ケンタ×JxSxK / 作曲 - 松隈ケンタ / 編曲 - Satoshi Toyosumi, Ichiro Iguchi, Kazuki Sato, oni, Kohei Abe, Kotaro Nakatani(SMC), Ohara just begun
第5期（96話 - 119話）ED

## サウンドトラック

### 遊☆戯☆王 モンスターカプセル ブリード&バトル オリジナル・ゲーム・サントラ
プレイステーション用ゲームソフト『遊☆戯☆王 モンスターカプセル ブリード&バトル』の使用曲を収録したサウンドトラック。1998年8月21日にキングレコードから発売された。ジャケットイラストは闇遊戯。
収録曲
1. カプモンワールドへようこそ〜タイトル
2. バトルorブリード?〜モード選択
3. 箱庭を作ろう〜箱庭作成
4. ポップに育て〜育成ポップス
5. 「ゲームをしようぜ!」チェス選択
6. 遊戯登場〜対戦相手登場
7. カプセルアウト〜キャンペーン前半
8. 城之内登場〜対戦相手登場
9. 杏子登場〜対戦相手登場
10. 海馬モクバ登場〜対戦相手登場
11. チェスデスマッチ〜キャンペーン後半
12. ゲームオーバー~負けデモ
13. 良い子に育て〜育成クラシック
14. 寝る子に育て〜育成子守歌
15. 激しく育て〜育成ヘビメタ
16. 厳しく育て〜育成演歌
17. ブリードマニアック〜モンスター管理
18. ストリートチェス〜フリー対戦
19. イケイケあと一歩!〜フリー有利
20. ヤバヤバ大ピンチ!〜フリー不利
21. 獏良了登場〜対戦相手登場
22. 双六じいさん登場〜対戦相手登場
23. 海馬瀬人登場〜対戦相手登場
24. 青眼の恐怖〜海馬戦
25. 死の体感〜海馬エンディング
26. 闇の遊戯登場〜対戦相手登場
27. 闇のゲーム〜闇遊戯戦
28. おめでとマーチ〜勝ちデモ
29. 戦いの果て〜闇遊戯エンディング
30. チャンピオンは君だ〜エンディング

### 遊☆戯☆王デュエルモンスターズ

#### 決闘I
テレビアニメ『遊☆戯☆王デュエルモンスターズ』のBGMを集めたサウンドトラック第1弾。2000年9月6日にキングレコードから発売された。ジャケットイラストは闇遊戯。
収録曲
1. INTRODUCTION（序奏）
2. voice (TV-size)（歌：CLOUD）
3. 決闘のテーマ
4. 封印されし奇跡
5. 熱き決闘者たち
6. つながる心
7. 気ままな放課後
8. 華麗なる舞
9. 秘めた想い
10. 疾風
11. 未知なる空間
12. 迫りくるもの
13. 決闘者の王国（デュエリスト・キングダム）
14. 飛翔
15. INTERLUDE（間奏曲）
16. ILLUSION
17. 激震
18. 戦略的思考
19. 闇よりの使い
20. デュエルリング1
21. MY TURN
22. 切り札
23. 予感
24. 明日へ向かって
25. 元気のシャワー (TV-size)（歌：前田亜季）
26. TRAP
27. BE SMART
28. デュエルリング2
29. 重なる鼓動
30. 決闘のテーマ (THE PEGASUS URBAN REMIX)
31. 秘めた想い (AMBIENT MIX PF SOLO)
32. PRELUDE

#### 決闘II
テレビアニメ『遊☆戯☆王デュエルモンスターズ』のBGMを集めたサウンドトラック第2弾。2001年1月24日にキングレコードから発売された。ジャケットイラストは闇遊戯とペガサス・J・クロフォード。
収録曲
1. PRELUDE2 II
2. voice（歌：CLOUD）
3. 元気のシャワー（歌：前田亜季）
4. 伝説の決闘
5. 激突
6. 心理戦
7. 勝利への道
8. 楽しい仲間たち
9. 喝采
10. うごめく影
11. 勇者の足跡
12. 戦いの果てに
13. 融和
14. Chaser
15. 天かける竜
16. 強大なる力
17. 未知なる敵
18. Labyrinth（迷宮伝説）
19. 珍敵来襲
20. 悪戯
21. Chat! Chat!
22. 乱舞乱闘
23. Friendship
24. 絶体絶命
25. 奈落
26. 大団円
27. 秘めた想い〜Ambient Mix〜
28. 秘めた想い〜Pf Solo〜
29. 決闘のテーマ〜Yu-Gi "Courageous" mix〜
30. Peace & Hope

#### SOUND DUEL
テレビアニメ『遊☆戯☆王デュエルモンスターズ』のBGMを集めたサウンドトラック第3弾。2002年5月22日にマーベラスエンターテイメントから発売された。ジャケットイラストは闇遊戯、海馬瀬人、闇マリク。
これまで遊☆戯☆王関連のCDはキングレコードから発売されていたが、本タイトル以降はマーベラスエンターテイメントから発売されている。ナンバリングも「SOUND DUEL」シリーズとして仕切り直しとなった。
収録曲
1. 千年の力
2. WILD DRIVE (TV-size)（歌：永井真人）
3. 闇の魔術師
4. トラップ!
5. 千年リングの謎
6. 闇の呪い
7. 千年王国の謎
8. デュエルの決意
9. 迫りくる闇
10. マリク・イシュタール
11. 胸騒ぎ
12. グールズの魔の手
13. モンスター召還
14. ぬくもり
15. バトルシティ
16. 静香の想い
17. TURN END
18. 城之内克也
19. 城之内,熱き想い
20. 海馬瀬人
21. 闇の力
22. 童実野町の風景
23. コメディタッチ
24. 日常
25. ダンスバトル
26. マジシャンガール
27. ライバルとの決闘
28. 闇の孤独
29. 闇のゲーム
30. ファラオの記憶
31. 墓守の魔物達
32. 太陽神の眠り
33. 神の降臨
34. 圧倒的な力
35. ファラオの魔獣
36. 惨劇の記憶
37. 墓守の一族
38. 迷走
39. 闇の目覚め
40. 楽園 (TV-size)（歌：CAVE）

#### SOUND DUEL 2
テレビアニメ『遊☆戯☆王デュエルモンスターズ』のサウンドトラック第4弾。2002年12月21日にマーベラスエンターテイメントから発売された。ジャケットイラストは闇遊戯、海馬瀬人、海馬乃亜。
収録曲
1. WARRIORS (TV-size)（歌：生沢佑一）
2. 起死回生
3. 友情のデュエル
4. 強大な力
5. デッキマスター
6. バーチャルデュエル
7. 不安…
8. ビッグ5登場
9. 怒りのビッグ5
10. サイコ・クラッシュ
11. ピンチ!!
12. 恐怖のデッキマスター
13. 神の怒り
14. 哀しみの過去
15. 瀬人の記憶
16. 友情の絆
17. タイムリミット
18. ラーの翼神竜
19. 千年パズル
20. 慟哭
21. デュエリスト杏子
22. ドタバタ3人組
23. やすらぎの時
24. デュエル開始!
25. 乃亜
26. 反撃開始
27. 不気味な静けさ
28. 孤独な闘い
29. 乃亜デュエル!
30. 宿命のデュエル
31. 破壊のための破壊
32. 海馬剛三郎
33. 涙のメロディー
34. あふれる感情がとまらない (TV-size)（歌：生沢佑一）

#### SOUND DUEL 3
テレビアニメ『遊☆戯☆王デュエルモンスターズ』のサウンドトラック第5弾。2004年2月25日にマーベラスエンターテイメントから発売された。ジャケットイラストは闇遊戯。
収録曲
1. ドーマの胎動
2. ダーツのテーマ
3. ラフェールのテーマ
4. 三銃士との死闘
5. ヴァロンのテーマ
6. アメルダのテーマ
7. ドーマの三銃士
8. 深まる謎
9. 孔雀舞のテーマ
10. デュエルモンスターズ
11. ティマイオスの眼
12. クリティウスの牙
13. 暗黒神復活
14. オレイカルコスの結界
15. 神々の戦い
16. 希望のかけら
17. アメリカの風景
18. 街並み
19. ヘルモスの爪
20. 引き裂かれた思い
21. ミステリアス
22. 逆転!
23. 心の闇
24. 作戦
25. 膠着状態
26. 緊張
27. 回想
28. やすらぎ
29. 宿命
30. 涙の記憶
31. 苦悩の時
32. 反撃!
33. 衝撃!
34. 決闘開始
35. 深呼吸
36. ドタバタコンビ
37. アクション!
38. 闇の降臨
39. 魂無き後
40. 一件落着

#### SOUND DUEL 4
テレビアニメ『遊☆戯☆王デュエルモンスターズ』のサウンドトラック第6弾。2005年3月25日にマーベラスエンターテイメントから発売された。ジャケットイラストは武藤遊戯、闇遊戯、海馬瀬人。
『遊☆戯☆王デュエルモンスターズ』放送終了（2004年9月29日）から約半年後の発売となった。主題歌集『遊☆戯☆王デュエルモンスターズ デュエルヴォーカルベスト!!』と同時発売。KCグランプリ編、王の記憶編、劇場版『光のピラミッド』で使用された曲を中心に収録。
収録曲
1. OVERLAP (TV-size)（歌：Kimeru）
2. 襲いくるアヌビス
3. アヌビスの覚醒
4. 邪悪なるアヌビス
5. アヌビスの力
6. 破壊の王アヌビス
7. 名もなきファラオ
8. デュエル開始!
9. 神官団
10. 記憶無き王
11. 神官セト
12. マハードとマナ
13. キサラ
14. 古代エジプトの日常
15. 千年アイテム
16. 神官アクナディン
17. 古代エジプト
18. 邪悪な意思
19. 盗賊王バクラ
20. 精霊獣ディアバウンド
21. ゾークネクロファデス
22. 精霊獣召喚
23. 三幻神召喚
24. 希望
25. ビビアンウォン
26. 緊張のデュエル
27. 反撃!
28. 膠着情態
29. 逆転の1枚
30. 戦いの前の静けさ
31. 運命
32. 猛攻
33. 大団円
34. 頼もしい力
35. 仲間
36. 遊戯
37. EYE’S (TV-size)（歌：生沢佑一）

### 遊☆戯☆王デュエルモンスターズGX

#### GX SOUND DUEL 1
テレビアニメ『遊☆戯☆王デュエルモンスターズGX』のサウンドトラック第1弾。2006年1月25日にマーベラスエンターテイメントから発売された。ジャケットイラストは遊城十代、丸藤翔、前田隼人。
収録曲
1. 快晴・上昇・ハレルーヤ (TV-size)（歌：JINDOU）
2. 学園生活
3. アイキャッチ
4. テストだ!!
5. 休み時間
6. 不穏な空気
7. たくらみ
8. サブタイトル
9. 夜明け
10. オシリスレッド
11. 切ない思い
12. 万丈目のテーマ
13. トホホ…
14. 敵の猛攻
15. クロノスのテーマ
16. 負け犬の遠吠え
17. 一件落着!
18. 暖かな終幕
19. 隼人のテーマ
20. デュエルアカデミア
21. 意味深
22. 妖精
23. 明日香のテーマ
24. 胸キュン
25. 翔のテーマ
26. 対峙
27. 豪華な景色
28. ターンエンド
29. すがすがしい朝
30. ワクワクする心
31. デュエルの前の静けさ
32. デュエル開始!
33. 攻撃!
34. ノリノリなデュエル
35. 拮抗状態
36. ヒーロー見参!
37. 敵の逆襲
38. 十代のテーマ
39. 勇気
40. ハネクリボー
41. 興奮のデュエル
42. 起死回生
43. ガッチャ!
44. 闇のゲーム
45. 罠
46. 神秘の世界
47. 異次元空間
48. ドタバタな終幕
49. 限界バトル (TV-size)（歌：JAM Project）

#### GX SOUND DUEL 2
テレビアニメ『遊☆戯☆王デュエルモンスターズGX』のサウンドトラック第2弾。2008年4月2日にマーベラスエンターテイメントから発売された。ジャケットイラストは遊城十代、万丈目準、天上院明日香、丸藤翔、ティラノ剣山、三沢大地。『遊☆戯☆王デュエルモンスターズGX』放送終了（2008年3月26日）直後の発売となった。
収録曲
1. Precious Time,Glory Days (TV-size)（歌：サイキックラバー）
2. ミステリアス
3. 密談
4. ライバル
5. デュエリストの友情
6. 揺れる心
7. 闇の力
8. 過去の傷
9. デュエルの謎
10. せつない心
11. 慟哭
12. 不吉な夜
13. 異世界
14. 悲しみの向こう
15. やきもち
16. 楽しい毎日
17. ワクワクデュエル
18. 正義の怒り
19. 立ち向かう勇気
20. 邪悪な恨み
21. 意味深??
22. ワクワクな出会い
23. サスペンス
24. 意味深な言葉
25. やすらぎ
26. 神秘
27. 感動の結末
28. ダークヨハンのテーマ
29. 邪悪な精霊
30. かわいい精霊たち
31. レイのテーマ
32. 敵か味方か?
33. ユベル
34. 猛攻撃
35. 恐怖
36. 逆転の一手!
37. ピンチ!
38. 絶体絶命!
39. デュエリスト
40. 悲しいデュエル
41. 熱いデュエル
42. 試練のデュエル
43. ラストデュエル
44. 決意
45. 戸惑いのデュエル
46. 熱き決闘者たち (GX Ver.)
47. Endless Dream (TV-size)（歌：きただにひろし）

### 遊☆戯☆王5D's

#### 5D's SOUND DUEL 1
テレビアニメ『遊☆戯☆王5D's』のサウンドトラック第1弾。2008年11月12日にマーベラスエンターテイメントから発売された。ジャケットイラストは不動遊星、スターダスト・ドラゴン。
初回生産分は、収録予定とは違う曲が収録されるミスがあり、メーカーからの回収が行われた。
収録曲
1. D・ホイール発進
2. 絆-キズナ- (TV-size)（歌：Kra）
3. サブタイトル
4. サテライト
5. 不動遊星
6. 不穏
7. 運命
8. 事件
9. ジャック・アトラス
10. レクス・ゴドウィン
11. SOS
12. サスペンス
13. 古
14. 思惑
15. 裏
16. 威圧
17. アイキャッチ
18. スピードワールド
19. 遊星バトル
20. 対決
21. 敵攻
22. せめぎ合い
23. 反撃
24. ジャックバトル
25. 強攻
26. ドラゴン
27. 心理戦
28. 切なさバトル
29. 十六夜バトル
30. 星の民の伝説
31. 予告
32. START (TV-size)（歌：中河内雅貴）

#### 5D's SOUND DUEL 2
テレビアニメ『遊☆戯☆王5D's』のサウンドトラック第2弾。2009年12月23日にマーベラスエンターテイメントから発売された。SOUND DUELシリーズ初となるディスク2枚組仕様。ジャケットイラストは不動遊星、スターダスト・ドラゴン。主題歌集『遊☆戯☆王シリーズ デュエルヴォーカルベスト2』と同時発売。
収録曲 (Disc-1)
1. LAST TRAIN -新しい朝- (TV-size)（歌：knotlamp）
2. 決戦前夜
3. 力の解放
4. 迫りくる脅威
5. 龍亞と龍可 -バトル 1-
6. 龍亞と龍可 -バトル 2-
7. 精霊
8. シグナーの伝説
9. ネオ・ドミノシティ治安維持局
10. シティ
11. 信頼
12. 学園生活
13. おもいやり
14. 謎
15. 特訓
16. 挽歌
17. 作戦
18. 怒り
19. 和解
20. 悲劇
21. 一件落着 (A)
22. 一件落着 (B)
23. 喜び
24. 真実
25. 激震
26. 楽しい日
27. 誘惑
28. コミカルサスペンス
29. ハードボイルド
30. ミステリアス
31. やすらぎ
32. 交流
33. CROSS GAME (TV-size)（歌：アリス九號.）

収録曲 (Disc-2)
1. FREEDOM (TV-size)（歌：La-Vie.）
2. ダークシグナー
3. ダークシグナーのデュエル
4. 恐怖と破壊
5. ダークチューニング
6. 光と闇
7. 遊星テーマ
8. 十六夜アキのデュエル
9. 拮抗
10. カタルシス
11. セレモニー
12. 緊張
13. カーリー渚
14. 遊星たちの日常
15. 作戦会議
16. 生い立ち
17. 伝説
18. 地縛神
19. クロウのデュエル
20. 希望
21. 憑依
22. 解放
23. バトル
24. 鬼柳京介
25. 鬼柳京介 (ハーモニカ ver.)
26. カラクリ時計
27. -OZONE- (TV-size)（歌：vistlip）

#### 5D's SOUND DUEL 3
テレビアニメ『遊☆戯☆王5D's』のサウンドトラック第3弾。2011年2月16日にマーベラスエンターテイメントから発売された。ディスク2枚組仕様。ジャケットイラストは不動遊星、シューティング・スター・ドラゴン。
収録曲 (Disc-1)
1. BELIEVE IN NEXUS (TV-size)（歌：遠藤正明）
2. 学園の日常
3. 穏やかな学園
4. 不可解な出来事
5. 学園の出来事
6. 事件
7. 事件発生
8. 謎解き
9. ミステリー
10. 憎めないヤツ
11. 横暴なヤツ
12. ハートウォーム
13. コミカル
14. 恋心
15. コミカルSOS
16. マジSOS
17. 仲間たち
18. 楽しい日々
19. 緊張の瞬間
20. 学園のデュエル
21. 友情デュエル
22. イリアステルのテーマ
23. 機皇帝の攻撃
24. ルチアーノ
25. プラシド
26. ホセ
27. イリアステルバトルモード
28. 3人の絆
29. 機皇帝の侵略
30. プラシドの合体
31. Close to you (TV-size)（歌：ALvino）

収録曲 (Disc-2)
1. 明日への道〜Going my way!!〜 (TV-size)（歌：遠藤正明）
2. カタストロフィー
3. クラッシュ
4. 不気味
5. 緊迫
6. 迫りくるイリアステル
7. 10th Anniversary アイキャッチA
8. 10th Anniversary アイキャッチB
9. 10th Anniversary アイキャッチC
10. Z-ONE(ゾーン)のテーマ
11. Z-ONE(ゾーン)のバトル
12. アポリアの合体
13. アンチノミーのテーマ
14. シェリー・ルブラン
15. 破滅の未来
16. 龍亞の覚醒
17. 十六夜アキの動揺
18. モーメントに流れるもの
19. 5D'sのテーマ
20. 戦いの果て
21. You say…明日へ（歌：La-Vie.）
22. Clear Mind（歌：遠藤正明）
23. YAKUSOKU NO MELODY（歌：遠藤正明）
24. みらいいろ (TV-size)（歌：Plastic Tree）

### 遊☆戯☆王ZEXAL

#### ZEXAL SOUND DUEL 1
テレビアニメ『遊☆戯☆王ZEXAL』のサウンドトラック第1弾。2011年9月28日にマーベラスエンターテイメントから発売された。ジャケットイラストは九十九遊馬、アストラル、No.39 希望皇ホープ、No.17 リバイス・ドラゴン。
収録曲
1. 新たなるデュエル伝説
2. マスターピース (TV-size)（歌：mihimaru GT）
3. かっとビングだぜ!
4. 遊馬のテーマ
5. ハートランドシティの朝
6. 皇の鍵
7. 運命の出会い
8. アストラルのテーマ
9. 対峙
10. デュエルターゲット・ロックオン!
11. ARデュエル!
12. No.39希望皇ホープ
13. 想い出
14. 学園生活
15. 『皇の鍵』の世界
16. 散らばった記憶
17. 凌牙のテーマ
18. 好敵手
19. ナンバーズ召喚
20. 決闘(デュエル)!
21. 敗北
22. 寂しいという気持ち
23. わかりあう心
24. 忍び寄る脅威
25. タクティクス
26. ナンバーズハンター
27. 華麗なる戦略
28. ホープの危機!
29. 天城ハルトのテーマ
30. 疑念
31. Dr.フェイカーのテーマ
32. 決意のデュエル
33. エクシーズ召喚!
34. 勇壮たるモンスター
35. 反撃のターン
36. 勝利の方程式
37. 夕暮れのやさしさ
38. 遊馬、明日へ
39. 僕クエスト (TV-size)（歌：ゴールデンボンバー）

#### ZEXAL SOUND DUEL 2
テレビアニメ『遊☆戯☆王ZEXAL』のBGMを集めたサウンドトラック第2弾。2012年9月19日にーベラスAQLから発売された。ジャケットイラストは九十九遊馬、アストラル、CNo.39 希望皇ホープレイ。
主題歌集『遊☆戯☆王デュエルモンスターズ VOCAL BEST!!』、『遊☆戯☆王デュエルモンスターズGX VOCAL BEST!!』、『遊☆戯☆王5D's VOCAL BEST!!』と同時発売。
収録曲 (Disc-1)
1. ワールド・デュエル・カーニバル
2. BRAVING! (TV size)（歌：KANAN）
3. 挑戦者あらわる
4. デュエリストたちへ
5. 窮地
6. 反撃開始
7. 遊馬のテーマII
8. 父ちゃんとの想い出
9. 愛すべき仲間たち
10. すべてのことにはウラがあるウラ
11. 不可解なコト
12. 不穏なたくらみ
13. 事件発生
14. 対決のとき
15. 反撃の凌牙
16. 交差する思い
17. やすらぎの夜
18. 記憶を探して
19. 忍び寄る影!?
20. 知能戦
21. 奇策
22. 想いよとどけ
23. 策謀の迷路
24. 執念のデュエリスト
25. 強敵登場
26. カイト攻勢
27. 脅威のモンスター
28. 挑戦する心
29. 心の解放
30. 未来への思い
31. ハルトとの想い出
32. 友情の絆
33. 予告用音楽

収録曲 (Disc-2)
1. Dr.フェイカーの野望
2. なぞの襲撃者
3. チャレンジャー
4. 秘められた想い
5. 大切なもの
6. 新たなる対戦者
7. スフィア・フィールド
8. 完璧なる戦略
9. 勇敢なるデュエリスト
10. 雨上がりの空
11. 遊馬家の食卓
12. Mr.ハートランドの思惑
13. 哀しきデュエリスト
14. 宿命のデュエル
15. 小鳥の希望
16. ゆがんだ野心
17. 危険なデュエル
18. 熱き心のデュエリスト
19. デュエル・チャンピオンをめざせ
20. 不安な鼓動
21. トロンの野望
22. 黒い陰謀
23. 魔法発動!
24. 冷酷なデュエル
25. 圧倒的な力
26. 怒りのデュエル
27. あきらめない闘志
28. CNo.39希望皇ホープ・レイ
29. 絶体絶命
30. 破滅のフォトン・ストリーム
31. 楽しき記憶
32. 切望のフリージア (TV size)（歌：DaizyStripper）

#### ZEXAL SOUND DUEL 3
テレビアニメ『遊☆戯☆王ZEXAL』のBGMを集めたサウンドトラック第3弾。2013年5月15日にマーベラスAQLから発売された。ジャケットイラストは九十九遊馬、アストラル、神代凌牙、天城カイト。
収録曲 (Disc-1)
1. デュエルへの決意
2. 魂ドライブ (TV size)（歌：カラーボトル）
3. 危険な挑戦者
4. デュエル大会プロローグ
5. トロン一家の脅威
6. 苦しい闘い
7. 希望の勝利
8. 友といるやすらぎ
9. ポジティブに行こう
10. 心みだれて
11. 傷ついた心
12. ぶつかり合うプライド
13. つかみかけた勝利
14. 華麗なる攻撃
15. 貫く信念
16. 受け継がれる思い
17. ナンバーズクラブ
18. 学園祭でのひと時
19. アンナ参上
20. トロンの陰謀
21. 闇に光る目
22. 迫りくる魔の手
23. 迎え撃つ勇気
24. 友情のデュエル
25. すれ違う親子

収録曲 (Disc-2)
1. 勝利への序曲
2. 衝撃と緊迫
3. 危機を呼ぶデュエル
4. 牙をむく紋章獣
5. 焦燥
6. 紋章神（ゴッドメダリオン）降臨！
7. 怒りの反撃
8. 覚悟のデュエル
9. 未来に向かって
10. 思い出の父よ
11. 雨音は心の調べ
12. アストラルの戸惑い
13. Dr.フェイカーの策略
14. 怒涛の攻撃
15. 最強デュエリストへの道
16. 闘う理由
17. 運命の決勝戦
18. 希望皇ホープふたたび
19. デュエルが結ぶ絆
20. Wild Child (TV size)（歌：moumoon）

#### ZEXAL SOUND DUEL 4
テレビアニメ『遊☆戯☆王ZEXAL』のBGMを集めたサウンドトラック第4弾。2013年11月13日にマーベラスAQLから発売された。ジャケットイラストはゼアル、CNo.39 希望皇ホープレイ・ヴィクトリー。
収録曲
1. バリアン世界
2. 折れないハート(TVsize)（歌：高取ヒデアキ）
3. 友とのかたらい
4. 敵の企み
5. ナンバーズをかけたデュエル
6. 迫りくるバリアン
7. 果てしなき攻防
8. 逆転のキーカード
9. 邪心
10. ベクターの策略
11. バリアンズ・フォース
12. 強攻のデュエル
13. 一騎打ち
14. 敗北の予感
15. 信念
16. 勇壮なるデュエル
17. 二つの世界の戦い
18. ドン・サウザンド復活
19. バリアンの正義
20. 友の証
21. 燃えるデュエリスト魂
22. 魂のデュエル
23. 黄昏のもの思い
24. アーティスト(TVsize)（歌：vistlip）

#### ZEXAL SOUND DUEL 5
テレビアニメ『遊☆戯☆王ZEXAL』のBGMを集めたサウンドトラック第5弾。2014年11月19日にマーベラスから発売された。ジャケットイラストは九十九遊馬、アストラル。
本作の発売よりも先に、後続作品である『遊☆戯☆王ARC-V』のサウンドトラック『遊☆戯☆王ARC-V SOUND DUEL 1』が2014年8月20日に発売された。
収録曲 (Disc-1)
1. 不気味な予感
2. 鏡のデュアル・イズム (TV size)（歌：petit milady）
3. 竜の伝説
4. 時空竜(タキオン・ドラゴン)召喚
5. アリトのテーマ
6. BARian
7. 危ないふたり
8. ないしょの話
9. ぬき足さし足
10. なんでこうなるの?
11. 鉄男のテーマ
12. ときめき
13. 試練を越えた友情
14. 追いつ追われつ
15. 大混戦
16. 皇の鍵の飛行船
17. 決戦の地へ
18. 信頼の絆
19. ナンバーズの遺跡
20. 悪しき計略
21. 時のはざま
22. アストラル世界
23. 異次元の邪神
24. よみがえる記憶
25. メラグのテーマ
26. その名はナッシュ
27. 両雄相打つ
28. 誇り高き戦い
29. バリアンの王
30. GO WAY GO WAY (TV size)（歌：FoZZtone）

収録曲 (Disc-2)
1. Wonder Wings (TV size)（歌：ダイアモンド☆ユカイ）
2. 紅き世界の戦士バリアン
3. 闘志果てしなく
4. 戦いはまだ終わらない
5. 悲壮なる決意
6. 慟哭のバリアン
7. 渾身の一撃
8. さらば友よ
9. 哀しき兄妹
10. 伝説との遭遇
11. アストラル界の運命
12. ドン・サウザンドの復活
13. 解き放たれた力
14. バリアンのレクイエム
15. 宇宙を賭けた戦い
16. カオスの力
17. 創造龍ヌメロン・ドラゴン
18. 崩壊の序曲
19. この力を友のために
20. 運命のドロー
21. 必勝のデュエル
22. 絆よ永遠(とわ)に
23. Challenge the GAME (TV size)（歌：REDMAN）

### 遊☆戯☆王ARC-V

#### ARC-V SOUND DUEL 1
テレビアニメ『遊☆戯☆王ARC-V』のBGMを集めたサウンドトラック第1弾。2014年8月20日にマーベラスから発売された。ジャケットイラストは榊遊矢、星読みの魔術師、時読みの魔術師。
収録曲
1. Believe×Believe (TVサイズ)（歌：超特急）
2. メインテーマ
3. 榊遊矢のテーマ
4. 明るく楽しくエンタメデュエル!
5. 権現坂昇のテーマ
6. 伝説のデュエリスト
7. アクションデュエルのはじまり
8. ショータイム!
9. 揺れろ!魂のペンデュラム
10. 紫雲院素良のテーマ
11. DDD
12. ガラスの心
13. 揺らぐ想い
14. 負けられない戦い
15. 賑やかな日常
16. 自分への問いかけ
17. 涙きらめいて
18. 前に進むしかない!
19. 父との約束
20. 勝利を見つめて
21. 緊迫するデュエル
22. 零児の野望
23. 哀しみの中で
24. 追いつめられたデュエリスト
25. 何度でも立ち上がれ!
26. 新たな一歩
27. One Step (TVサイズ)（歌：P☆Cute）

#### ARC-V SOUND DUEL 2
テレビアニメ『遊☆戯☆王ARC-V』のBGMを集めたサウンドトラック第2弾。2014年1月14日にマーベラスから発売された。ジャケットイラストは榊遊矢、EMウィップ・バイパー。
収録曲
1. Burn! (TVサイズ)（歌：超特急）
2. はじまりの瞬間
3. いざ、デュエルへ!
4. 行くぞ、俺のモンスターたち!
5. 魂の激闘
6. 立ちはだかる壁
7. 絶大なる力
8. 明日の勝利を信じて
9. 神秘の扉
10. さぁ、お楽しみはこれからだ!
11. 穏やかな時間
12. 深まる謎
13. 葛藤する心
14. 決闘者の秘めたる想い
15. レジスタンス
16. 不動のデュエル
17. 明るく、楽しく、エンタメる!
18. 睨み合い
19. 闇からの眼差し
20. 希望の光は届かない
21. 新たな可能性
22. 追い詰められた瞬間
23. エンタメデュエルショー
24. 白熱する闘志
25. 俺のデュエル
26. Future fighter! (TVサイズ)（歌：榊遊矢×赤馬零児）

#### ARC-V SOUND DUEL 3
テレビアニメ『遊☆戯☆王ARC-V』のBGMを集めたサウンドトラック第3弾。2015年6月24日にマーベラスから発売された。ジャケットイラストは榊遊矢、ユート、ユーゴ。
収録曲
1. ハナテ (TVサイズ) （歌：劇団ナイアガラ）
2. 反逆のデュエル
3. 息詰まる攻防
4. 闘いのはじまり
5. プライドをかけて
6. たじたじ
7. 闘士の切り札
8. バトル始動!
9. 反旗を翻せ
10. 幕が上がる
11. 熱狂するスタジアム
12. デュエリストの決意
13. 明かされる真実
14. 強襲、アカデミア
15. 迫りくるモンスター
16. 守るべきもの
17. 想像を超えたバトル
18. ユートの熱き魂
19. 乗り越えるべき壁
20. 動き出す運命
21. 元気を出して
22. 華麗なるエンタメ!
23. 進化する隼
24. これぞ、デュエルの最強進化形!!
25. ARC of Smile! (TVサイズ)（歌：BOYS AND MEN）

#### ARC-V SOUND DUEL 4
テレビアニメ『遊☆戯☆王ARC-V』のBGMを集めたサウンドトラック第4弾。2018年3月28日にマーベラスから発売された。ジャケットイラストは榊遊矢、ユート、ユーゴ、ユーリ。
主題歌集『遊☆戯☆王ARC-V VOCAL BEST!!』と同時発売。
収録曲
1. Pendulum Beat! (TVサイズ)（歌：SUPER★DRAGON）
2. デュエルで世界を救う
3. COOL DUEL
4. 激しい攻防
5. 危機!!
6. 命を惜しまぬ闘い
7. 仲間たちのために
8. Symphony of Yuya
9. 追跡
10. 負けられない闘い
11. 命を賭けた決闘
12. 融合世界の帝王
13. 抵抗
14. 迫りくる脅威!
15. デュエリスト零児
16. ショーの開幕!!
17. 決意の行方
18. 渾身のデュエル
19. 遊矢のデュエル
20. 反撃の一手
21. めまぐるしい攻防
22. 怒り
23. 一騎打ち、激闘
24. フィナーレ
25. 疾走ペンデュラム (TVサイズ)（歌：M!LK）

### 遊☆戯☆王VRAINS

#### VRAINS SOUND DUEL 1
テレビアニメ『遊☆戯☆王VRAINS』のBGMを集めたサウンドトラック第1弾。2018年11月28日にマーベラスから発売された。ジャケットイラストはPlaymaker。
収録曲
1. With The Wind(TVサイズ)（歌：富永TOMMY弘明）
2. INTO THE VRAINS
3. Playmaker
4. スピードデュエル
5. DEN CITY
6. Go 鬼塚
7. ハノイの襲撃
8. Link VRAINS
9. Storm Access
10. SOLテクノロジー
11. ブルーエンジェル
12. 笑顔のチャンピオン
13. クラスメイト
14. アナザー事件
15. Believe In Magic(TVサイズ)（歌：龍雅-Ryoga-）
16. 何もない部屋
17. ロスト事件
18. ハノイプロジェクト
19. 兄妹への思い
20. リボルバー
21. ハノイの騎士
22. 迫りくるハノイ
23. 忌まわしい過去
24. ヴァレルロード・ドラゴン
25. 作戦会議
26. リボルバーの思惑
27. エクストラリンク
28. ファイアウォール・ドラゴン
29. OFFLINE BLUES
30. Writing Life(TVサイズ)（歌：Goodbye holiday）

#### VRAINS SOUND DUEL 2
テレビアニメ『遊☆戯☆王VRAINS』のBGMを集めたサウンドトラック第2弾。2019年3月28日にマーベラスから発売された。ジャケットイラストはリボルバー。
収録曲
1. go forward(TV size)（歌：KIMERU）
2. 風を掴みしもの
3. 復讐のラプソディ
4. 脅威
5. Eye of the storm
6. リンク召喚
7. 闘志流転
8. エクストラモンスターゾーン
9. 勝利への渇望
10. トリックスター・ギグ
11. 荒ぶる沈黙の刻
12. サイバース世界
13. 怒りの弾丸
14. パニッシュメント
15. 逆転の一手
16. 胸の奥のコンフリクト
17. BOY(TV size)（歌：uchuu;）
18. 自分だけの正義
19. 罠
20. 運命が示すもの
21. ジェルゴンヌの終焉
22. 創造主
23. ハノイの塔
24. 未来を導く
25. 殲滅
26. エクストラリンク
27. 形勢逆転
28. スターダスト・ロード
29. OFFLINE BLUES(mellow)
30. glory(TV size)（歌：BAND-MAID）

#### VRAINS SOUND DUEL 3
テレビアニメ『遊☆戯☆王VRAINS』のBGMを集めたサウンドトラック第3弾。2019年10月30日にマーベラスから発売された。ジャケットイラストはSoulburner。
収録曲
1. calling (TV size)（歌：KIMERU）
2. Soulburner
3. Duel with Anger
4. ブラッドシェパード
5. 復讐のデュエル
6. ハイドライブ・モンスター
7. スペクター
8. 逆転のダイレクト・アタック
9. 破竹の進撃
10. 組曲「光のイグニス」
11. 不霊夢
12. 真実を見通す目
13. 偽りの兄弟
14. 対峙する勢力
15. Giant Monster
16. 苦境からの脱出
17. KIZUNA
18. 組曲「覚醒」
19. ボーマン
20. Duel of Ai
21. 犯行声明
22. ロボッピの戦い
23. パンドール
24. Playmaker (Re-arranged)
25. Are you ready? (TV size)（歌：BiS）

#### VRAINS SOUND DUEL 4
テレビアニメ『遊☆戯☆王VRAINS』のBGMを集めたサウンドトラック第4弾。2020年4月8日にマーベラスから発売された。ジャケットイラストはSoulburner。
主題歌集『遊☆戯☆王VRAINS VOCAL BEST!!』と同時発売。
収録曲
1. The Last Duel
2. 友情のリユニオン
3. Come to an End
4. Defense of Duel
5. The Real Hero
6. 炎のクライシス
7. True Friendship
8. ブルーメイデン
9. Serious Duel
10. 圧倒的な力の差
11. シンクロナイゼーション
12. Massive Duel
13. Strong Attack
14. Tough Situation
15. Darkness of Mind
16. 人間への反逆
17. Powerful Duel
18. 世紀の対決!
19. Fateful Duel
20. Sad Isolation
21. Aiの野望
22. Anxiety
23. 拮抗した戦い
24. 丁々発止のデュエル
25. 全てを賭けた戦い
26. Thankful Moment

### 遊☆戯☆王SEVENS

#### SEVENS オリジナル・サウンドトラック SOUND RUSH ONE!!
テレビアニメ『遊☆戯☆王SEVENS』のBGMを集めたサウンドトラック第1弾。2021年4月7日にマーベラスから発売された。ジャケットイラストはセブンスロード・マジシャン。
収録曲
1. ナナナナナナナ (TVsize)（歌：佐伯ユウスケ）
2. 新しいロードへ
3. 白熱の戦い
4. 朝の通学路
5. 休み時間
6. マヌケなやりとり
7. 楽しい一行
8. ドタバタ騒動
9. 優しい思い出
10. シンキングタイム
11. 謎への入り口
12. 怪しいウワサ
13. ライバル登場
14. 秘密基地
15. 路地裏のスパイ
16. デュエルの王の眠る場所
17. ゴーハ社のマーチ
18. ラッシュデュエル!!
19. 僕のターン!
20. 立ちはだかる強敵・心
21. 立ちはだかる強敵・技
22. 立ちはだかる強敵・体
23. 見えない勝負
24. 悪戦苦闘
25. 焦り
26. 降り注ぐ力
27. 切り開いたロード
28. セブンスロード・マジシャン
29. 連撃竜ドラギアス
30. 彩光のプリマギターナ
31. 魔将ヤメルーラ
32. ラブリーバブリー
33. エースの鉄槌
34. 降臨
35. 絶体絶命
36. ゴーハ第7小学校校歌 (TVsize)（歌：遊我 (CV：石橋陽彩)、ルーク (CV：八代拓)、ガクト (CV：花江夏樹)）

#### SEVENS オリジナル・サウンドトラック SOUND RUSH TWO!!
テレビアニメ『遊☆戯☆王SEVENS』のBGMを集めたサウンドトラック第2弾。2021年10月6日にマーベラスから発売予定。ジャケットイラストは連撃竜ドラギアス。
収録曲
1. ナナナナナナナ(TVサイズ)（歌：佐伯ユウスケ）
2. 遊我のテーマ
3. ルークのテーマ
4. ガクトのテーマ
5. ロミンのテーマ
6. ロアのテーマ
7. ミミのテーマ
8. 呑気なドローン
9. お出かけ日和
10. ハチャメチャ騒ぎ
11. とぼけた会話
12. その身に宿る悪魔
13. 緊迫
14. 黄昏のメロディー
15. 夢に向かって
16. それぞれの優しさ
17. 勝利のメロディー
18. 固い決意
19. セツリの庭
20. 悲しい調べ
21. 揺るぎない信念
22. 令嬢アサナ
23. 取り戻した笑顔
24. 仮面のデュエリスト
25. 我ら重騎デュエルクラブ
26. 危険な企み
27. 広がる世界
28. バク音ロックンロール
29. ギブ・ミー・ジャム
30. 華麗なる蒼月流
31. ゆけ! 幻竜重騎
32. 熱き虎吸
33. 重騎の進撃
34. 逆転の切り札
35. ゴーハ第7小学校校歌(4人合唱ver.・TVサイズ)（歌：遊我 (CV：石橋陽彩)、ルーク (CV：八代拓)、ガクト (CV：花江夏樹)、歌：ロミン (CV：楠木ともり)）

#### SEVENS オリジナル・サウンドトラック SOUND RUSH THREE!!
テレビアニメ『遊☆戯☆王SEVENS』のBGMを集めたサウンドトラック第3弾。2022年3月16日にマーベラスから発売予定。ジャケットイラストは魔将ヤメルーラ、彩光のプリマギターナ。
収録曲 (Disc-1)
1. ハレヴタイ (TV Size Ver.)（歌：The Brow Beat）
2. ゴーハ兄弟のテーマ
3. ゴーハ社長兄弟のテーマ
4. ザ☆ユーガメンとゴーハ星人
5. ユウオウのテーマ
6. ナナホのテーマ
7. グルグルのテーマ
8. ノンキな時間
9. ヘンテコデュエリスト
10. ドタバタラッシュアワー
11. のほほん日和
12. 遊我にお仕事
13. 奮闘
14. 勇気
15. 陽だまりとそよ風
16. 儚い記憶
17. 隠された答え
18. 大いなる謎
19. ゴーハ・ユウガのテーマ
20. 決戦に向けて
21. 白熱のホログラム
22. 勝負の行方
23. 開幕!デュエルトーナメント
24. 超速デュエル!
25. 熱血スピリッツ・スタジアム
26. 奥義の舞
27. 蒼天の舞
28. 月輪の舞
29. 刺客の力
30. 踊る道化師
31. 明かされし真実
32. 強敵来襲
33. 超撃龍の闘志
34. 決戦!遊我とルーク!
35. 灰覇炎神ヴァスト・ヴァルカン
36. Never Looking Back (TV edit.)（歌：シズクノメ）

収録曲 (Disc-2)
1. Are You Re:D? (87話エンディング フルサイズ)（歌：ロミン (CV：楠木ともり)）
2. 導かれる心
3. 迷宮
4. 伝説の力
5. 友の勇気
6. 死者蘇生
7. 闇より目覚めた堕天使
8. 緊急出動
9. 立ちはだかる強敵・心 Part2
10. 立ちはだかる強敵・技 Part2
11. 立ちはだかる強敵・体 Part2
12. フュージョンエース
13. 輝く一撃
14. 超撃龍ドラギアスターF
15. CAN:D LIVE
16. 天翔流麗ヤメテラス
17. 熱き虎吸・環幻楽鬼
18. 悪魔の王
19. 発進!宇宙へ!
20. 希望への道
21. 運命の闘い
22. 最終決戦
23. エピローグ
24. ザ☆美少女ロミン
25. ゴーハ第7小学校校歌 (遊我ver.) -ボーナストラック-（歌：遊我 (CV：石橋陽彩)）
26. ゴーハ第7小学校校歌 (ルークver.) -ボーナストラック-（歌：ルーク (CV：八代拓)）
27. ゴーハ第7小学校校歌 (ガクトver.) -ボーナストラック-（歌：ガクト (CV：花江夏樹)）
28. ゴーハ第7小学校校歌 (ロミンver.) -ボーナストラック-（歌：ロミン (CV：楠木ともり)）

### 劇場版『遊☆戯☆王 THE DARK SIDE OF DIMENSIONS』SOUNDTRACK
映画『遊☆戯☆王 THE DARK SIDE OF DIMENSIONS』のBGMを集めたサウンドトラック。2016年5月11日にマーベラスから発売された。ジャケットイラストは武藤遊戯、海馬瀬人、藍神。
収録曲 (Disc-1)
1. GENESIS
2. RIDICULE
3. OMEN
4. BREATH
5. TWINKLING OF STARS
6. FOREIGN ELEMENT
7. LEAVING THE BACK
8. PARTIAL ECLIPSE
9. SWIRLING GALAXY
10. EYES -closed-
11. 熱き決闘者たち（Re-arranged）
12. 神の怒り（Re-arranged：type one）
13. TENACIOUS FRUIT
14. PIECES
15. IMPERIAL PROCLAMATION
16. 千年の力（Re-arranged）
17. 名もなきファラオ（Re-arranged）
18. COLLISION
19. EYES -heated-
20. STRAY GHOST
21. 神の怒り（Re-arranged：type two）
22. DISSIDENT
23. DAYDREAM
24. PRESENTIMENT
25. MIMESIS
26. ORBIT
27. ZERO GRAVITY
28. DARK MATTER
29. SYMPATHIZER
30. DARK ADAPT

収録曲 (Disc-2)
1. PREACHING
2. BLACK OUT
3. DWARF STAR
4. 神の降臨（Re-arranged）
5. METEORITE
6. LUCIFER
7. AMAZING
8. 圧倒的な力（Re-arranged）
9. SUPERNOVA EXPLOSION
10. PLANET SIDE
11. SHOOTING STAR
12. EYES -misfits-
13. TURBULENCE
14. TERMINATION
15. ZODIAC
16. DAWN
17. ZENITH
18. EVIL DIMENSION
19. GOD NEVER KNOWS
20. SOLAR
21. SECOND CONTACT
22. SURROUNDED
23. TOTAL ECLIPSE
24. AXIS
25. POLARIS
26. STAR CHART
27. TRIBE（Inspired from "Yu-Gi-Oh! SOUND DUEL 2"）

## アニメOP&ED映像集

### TVアニメ「遊☆戯☆王」シリーズ OP&ED animation SELECTION
テレビアニメ『遊☆戯☆王デュエルモンスターズ』、『遊☆戯☆王デュエルモンスターズGX』、『遊☆戯☆王5D's』の全てのオープニング、エンディング映像を収録したオムニバスDVD。2012年2月15日にマーベラスAQLから発売された。映像作品だが、便宜上ここに記載する。
シャッフル再生機能付き。ジャケットイラストは闇遊戯、遊城十代、不動遊星。また描き下ろしジャケットイラスト仕様オリジナルデュエルフィールドが封入されている。
全28曲のオープニング、エンディング映像を、マイナーチェンジ映像も含め、計33パターン収録している。
収録曲
- 遊☆戯☆王デュエルモンスターズ

1. voice（CLOUD）
2. 元気のシャワー（前田亜季）
3. Shuffle（奥井雅美）
4. あの日の午後（奥井雅美）
5. WILD DRIVE（永井真人）
6. 楽園（CAVE）
7. WARRIORS（生沢佑一）
8. あふれる感情がとまらない（生沢佑一）
9. OVERLAP（Kimeru）
10. EYE'S（生沢佑一）

- 遊☆戯☆王デュエルモンスターズGX

1. 快晴・上昇・ハレルーヤ（JINDOU）
2. 限界バトル（JAM Project）
3. 99%（BOWL）
4. 99% (後期ver.)（BOWL）
5. Wake Up Your Heart（KENN with The NaB's）
6. Wake Up Your Heart (後期ver.)（KENN with The NaB's）
7. ティアドロップ（BOWL）
8. ティアドロップ (後期ver.)（BOWL）
9. 太陽（BITE THE LUNG）
10. 太陽 (後期ver.)（BITE THE LUNG）
11. Precious Time, Glory Days（サイキックラバー）
12. Endless Dream（きただにひろし）

- 遊☆戯☆王5D's

1. 絆-キズナ-（Kra）
2. START（中河内雅貴）
3. LAST TRAIN -新しい朝-（knotlamp）
4. LAST TRAIN -新しい朝- (後期ver.)（knotlamp）
5. CROSS GAME（アリス九號.）
6. FREEDOM（La-Vie.）
7. -OZONE-（vistlip）
8. BELIEVE IN NEXUS（遠藤正明）
9. Close to you（ALvino）
10. 明日への道〜Going my way!!〜（遠藤正明）
11. みらいいろ（Plastic Tree）

### TVアニメ『遊☆戯☆王』シリーズ OP&ED ANIMATION CHRONICLE【2000〜2019】
テレビアニメ『遊☆戯☆王デュエルモンスターズ』、『遊☆戯☆王デュエルモンスターズGX』、『遊☆戯☆王5D's』、『遊☆戯☆王ZEXAL』(II含む)、『遊☆戯☆王ARC-V』、『遊☆戯☆王VRAINS』までのオープニング、エンディング映像全60曲を収録したオムニバス作品。2020年3月18日にマーベラスから発売された。
2012年に発売された『TVアニメ「遊☆戯☆王」シリーズ OP&ED animation SELECTION』と異なりBlu-rayとDVDの2種類が発売された。シャッフル再生機能付き。ジャケットイラストは闇遊戯、遊城十代、不動遊星、九十九遊馬、榊遊矢、藤木遊作。
収録曲
- 遊☆戯☆王デュエルモンスターズ

1. voice（CLOUD）
2. 元気のシャワー（前田亜季）
3. Shuffle（奥井雅美）
4. あの日の午後（奥井雅美）
5. WILD DRIVE（永井真人）
6. 楽園（CAVE）
7. WARRIORS（生沢佑一）
8. あふれる感情がとまらない（生沢佑一）
9. OVERLAP（Kimeru）
10. EYE'S（生沢佑一）

- 遊☆戯☆王デュエルモンスターズGX

1. 快晴・上昇・ハレルーヤ（JINDOU）
2. 限界バトル（JAM Project）
3. 99%（BOWL）
4. Wake Up Your Heart（KENN with The NaB's）
5. ティアドロップ（BOWL）
6. 太陽（BITE THE LUNG）
7. Precious Time, Glory Days（サイキックラバー）
8. Endless Dream（きただにひろし）

- 遊☆戯☆王5D's

1. 絆-キズナ-（Kra）
2. START（中河内雅貴）
3. LAST TRAIN -新しい朝-（knotlamp）
4. CROSS GAME（アリス九號.）
5. FREEDOM（La-Vie.）
6. -OZONE-（vistlip）
7. BELIEVE IN NEXUS（遠藤正明）
8. Close to you（ALvino）
9. 明日への道〜Going my way!!〜（遠藤正明）
10. みらいいろ（Plastic Tree）

- 遊☆戯☆王ZEXAL

1. マスターピース（mihimaru GT）
2. 僕クエスト（ゴールデンボンバー）
3. BRAVING!（KANAN）
4. 切望のフリージア（DaizyStripper）
5. 魂ドライブ（カラーボトル）
6. Wild Child（moumoon）
7. 折れないハート（高取ヒデアキ）
8. アーティスト（vistlip）
9. 鏡のデュアル・イズム（petit milady）
10. GO WAY GO WAY（FoZZtone）
11. Wonder Wings（ダイアモンド☆ユカイ）
12. Challenge the GAME（REDMAN）

- 遊☆戯☆王ARC-V

1. Believe×Believe（超特急）
2. One Step（P☆Cute(白咲るり・闇津ますみ)）
3. Burn!（超特急）
4. Future fighter!（榊遊矢×赤馬零児）
5. ハナテ（劇団ナイアガラ）
6. ARC of Smile!（BOYS AND MEN）
7. 切り札（cinema staff）
8. Speaking（Mrs. GREEN APPLE）
9. キボウノヒカリ（Unknown Number!!!）
10. ビジョン（空想委員会）
11. Pendulum Beat!（SUPER★DRAGON）
12. 疾走ペンデュラム（M!LK）

- 遊☆戯☆王VRAINS

1. With The Wind（富永TOMMY弘明）
2. Believe In Magic（龍雅-Ryoga-）
3. Writing Life（Goodbye holiday）
4. go forward（KIMERU）
5. BOY（uchuu;）
6. glory（BAND-MAID）
7. calling（KIMERU）
8. Are you ready?（BiS）